# Lijst van county's in Mississippi
De Amerikaanse staat Mississippi is onderverdeeld in 82 county's:

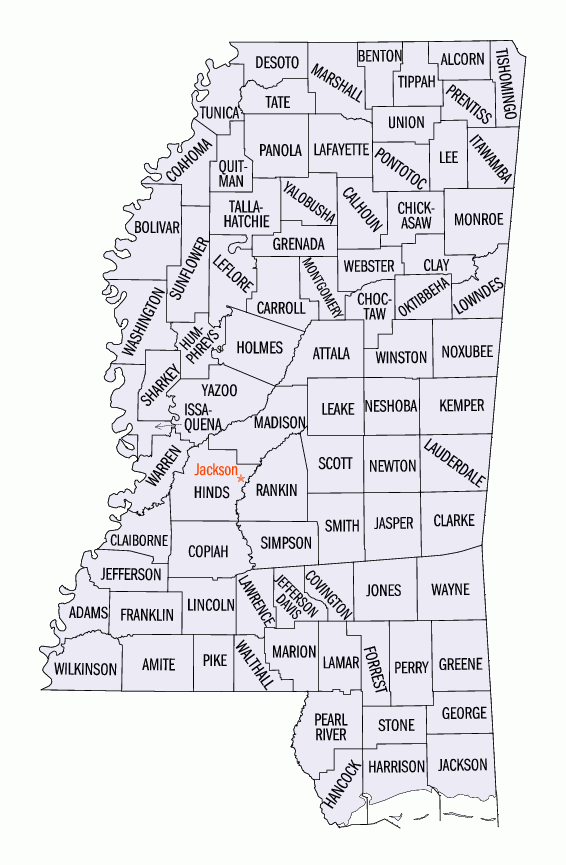
County's van Mississippi

| County          | Inwoners 1 juli 2007 | Hoofdplaats        | Inwoners 1 juli 2007 |
| --------------- | -------------------- | ------------------ | -------------------- |
| Adams           | 31.710               | Natchez            | 16.637               |
| Alcorn          | 35.609               | Corinth            | 14.288               |
| Amite           | 13.345               | Liberty            | 676                  |
| Attala          | 19.600               | Kosciusko          | 7363                 |
| Benton          | 8037                 | Ashland            | 566                  |
| Bolivar         | 37.635               | Cleveland Rosedale | 12.447 2355          |
| Calhoun         | 14.591               | Pittsboro          | 206                  |
| Carroll         | 10.304               | Carrollton         | 394                  |
| Chickasaw       | 18.974               | Houston Okolona    | 3899                 |
| Choctaw         | 9052                 | Ackerman           | 1524                 |
| Claiborne       | 10.999               | Port Gibson        | 1667                 |
| Clarke          | 17.414               | Quitman            | 2343                 |
| Clay            | 20.969               | West Point         | 11.372               |
| Coahoma         | 27.543               | Clarksdale         | 18.296               |
| Copiah          | 29.317               | Hazlehurst         | 4384                 |
| Covington       | 20.361               | Collins            | 2740                 |
| DeSoto          | 149.393              | Hernando           | 11.110               |
| Forrest         | 78.241               | Hattiesburg        | 50.233               |
| Franklin        | 8312                 | Meadville          | 496                  |
| George          | 21.937               | Lucedale           | 2990                 |
| Greene          | 13.137               | Leakesville        | 1023                 |
| Grenada         | 23.076               | Grenada            | 14.682               |
| Hancock         | 39.687               | Bay St. Louis      | 8202                 |
| Harrison        | 176.105              | Gulfport Biloxi    | 66.271 44.292        |
| Hinds           | 249.157              | Jackson            | 175.710              |
| Holmes          | 20.461               | Lexington          | 1873                 |
| Humphreys       | 9994                 | Belzoni            | 2418                 |
| Issaquena       | 1675                 | Mayersville        | 652                  |
| Itawamba        | 23.034               | Fulton             | 4048                 |
| Jackson         | 130.098              | Pascagoula         | 23.452               |
| Jasper          | 18.071               | Bay Springs        | 2182                 |
| Jefferson       | 8960                 | Fayette            | 1994                 |
| Jefferson Davis | 12.813               | Prentiss           | 1019                 |
| Jones           | 66.763               | Laurel             | 18.405               |
| Kemper          | 10.109               | De Kalb            | 891                  |
| Lafayette       | 42.716               | Oxford             | 14.911               |
| Lamar           | 47.698               | Purvis             | 2595                 |
| Lauderdale      | 77.100               | Meridian           | 38.314               |
| Lawrence        | 13.341               | Monticello         | 1707                 |
| Leake           | 22.828               | Carthage           | 4808                 |
| Lee             | 80.349               | Tupelo             | 36.058               |
| Leflore         | 35.088               | Greenwood          | 16.151               |
| Lincoln         | 34.529               | Brookhaven         | 9979                 |
| Lowndes         | 59.614               | Columbus           | 24.025               |
| Madison         | 89.387               | Canton             | 12.519               |
| Marion          | 25.735               | Columbia           | 6538                 |
| Marshall        | 36.695               | Holly Springs      | 8029                 |
| Monroe          | 37.078               | Aberdeen           | 6067                 |
| Montgomery      | 11.491               | Winona             | 4666                 |
| Neshoba         | 30.236               | Philadelphia       | 7922                 |
| Newton          | 22.329               | Decatur            | 1919                 |
| Noxubee         | 11.874               | Macon              | 2763                 |
| Oktibbeha       | 43.898               | Starkville         | 23.856               |
| Panola          | 35.408               | Batesville         | 7776                 |
| Pearl River     | 57.071               | Poplarville        | 2943                 |
| Perry           | 12.205               | New Augusta        | 695                  |
| Pike            | 39.798               | Magnolia           | 2091                 |
| Pontotoc        | 28.862               | Pontotoc           | 5885                 |
| Prentiss        | 25.378               | Booneville         | 8543                 |
| Quitman         | 8910                 | Marks              | 1786                 |
| Rankin          | 138.362              | Brandon            | 20.584               |
| Scott           | 28.895               | Forest             | 6003                 |
| Sharkey         | 5571                 | Rolling Fork       | 2091                 |
| Simpson         | 27.824               | Mendenhall         | 2528                 |
| Smith           | 16.009               | Raleigh            | 1249                 |
| Stone           | 15.731               | Wiggins            | 4747                 |
| Sunflower       | 30.964               | Indianola          | 10.924               |
| Tallahatchie    | 13.260               | Charleston         | 1916                 |
| Tate            | 26.910               | Senatobia          | 7176                 |
| Tippah          | 21.160               | Ripley             | 5660                 |
| Tishomingo      | 19.053               | Iuka               | 2946                 |
| Tunica          | 10.453               | Tunica             | 1069                 |
| Union           | 26.907               | New Albany         | 8059                 |
| Walthall        | 15.360               | Tylertown          | 1923                 |
| Warren          | 48.866               | Vicksburg          | 25.454               |
| Washington      | 55.644               | Greenville         | 36.178               |
| Wayne           | 21.096               | Waynesboro         | 5661                 |
| Webster         | 9789                 | Walthall           | 160                  |
| Wilkinson       | 10.266               | Woodville          | 1163                 |
| Winston         | 19.705               | Louisville         | 6673                 |
| Yalobusha       | 13.672               | Water Valley       | 3929                 |
| Yazoo           | 27.187               | Yazoo City         | 11.520               |

Alabama · Alaska · Arizona · Arkansas · Californië · Colorado · Connecticut · Delaware · Florida · Georgia · Hawaï · Idaho · Illinois · Indiana · Iowa · Kansas · Kentucky · Louisiana · Maine · Maryland · Massachusetts · Michigan · Minnesota · Mississippi · Missouri · Montana · Nebraska · Nevada · New Hampshire · New Jersey · New Mexico · New York · North Carolina · North Dakota · Ohio · Oklahoma · Oregon · Pennsylvania · Rhode Island · South Carolina · South Dakota · Tennessee · Texas · Utah · Vermont · Virginia · Washington · West Virginia · Wisconsin · Wyoming